# هوبز (نيومكسيكو)
هوبز (بالإنجليزية: Hobbs)‏ هي إحدى مدن ولاية نيومكسيكو في الولايات المتحدة الأمريكية. كان عدد السكان 28,657 في تعداد عام 2000.

## المناخ
يظهر الجدول التالي التغييرات المناخية على مدار السنة لهوبز:
| البيانات المناخية لـهوبز          | البيانات المناخية لـهوبز | البيانات المناخية لـهوبز | البيانات المناخية لـهوبز | البيانات المناخية لـهوبز | البيانات المناخية لـهوبز | البيانات المناخية لـهوبز | البيانات المناخية لـهوبز | البيانات المناخية لـهوبز | البيانات المناخية لـهوبز | البيانات المناخية لـهوبز | البيانات المناخية لـهوبز | البيانات المناخية لـهوبز | البيانات المناخية لـهوبز |
| الشهر                             | يناير                    | فبراير                   | مارس                     | أبريل                    | مايو                     | يونيو                    | يوليو                    | أغسطس                    | سبتمبر                   | أكتوبر                   | نوفمبر                   | ديسمبر                   | المعدل السنوي            |
| --------------------------------- | ------------------------ | ------------------------ | ------------------------ | ------------------------ | ------------------------ | ------------------------ | ------------------------ | ------------------------ | ------------------------ | ------------------------ | ------------------------ | ------------------------ | ------------------------ |
| متوسط درجة الحرارة الكبرى °ف (°م) | 56.4 (13.6)              | 61.8 (16.6)              | 69.1 (20.6)              | 78.0 (25.6)              | 85.7 (29.8)              | 93.1 (33.9)              | 93.9 (34.4)              | 92.4 (33.6)              | 86.0 (30.0)              | 77.1 (25.1)              | 65.2 (18.4)              | 57.5 (14.2)              | 76.3 (24.6)              |
| متوسط درجة الحرارة الصغرى °ف (°م) | 27.9 (−2.3)              | 31.9 (−0.1)              | 37.6 (3.1)               | 46.4 (8.0)               | 55.4 (13.0)              | 63.6 (17.6)              | 66.7 (19.3)              | 65.8 (18.8)              | 59.3 (15.2)              | 48.4 (9.1)               | 36.8 (2.7)               | 29.4 (−1.4)              | 47.4 (8.6)               |
| الهطول إنش (مم)                   | 0.46 (12)                | 0.46 (12)                | 0.54 (14)                | 0.79 (20)                | 1.93 (49)                | 1.85 (47)                | 2.16 (55)                | 2.37 (60)                | 2.54 (65)                | 1.54 (39)                | 0.55 (14)                | 0.55 (14)                | 15.75 (400)              |
| متوسط تساقط الثلوج إنش (سم)       | 1.5 (3.8)                | 1.2 (3.0)                | 0.5 (1.3)                | 0.2 (0.51)               | 0.0 (0.0)                | 0.0 (0.0)                | 0.0 (0.0)                | 0.0 (0.0)                | 0.0 (0.0)                | 0.1 (0.25)               | 0.6 (1.5)                | 1.0 (2.5)                | 5.1 (13)                 |
| المصدر: WRCC                      |                          |                          |                          |                          |                          |                          |                          |                          |                          |                          |                          |                          |                          |

## أعلام
- سكوت تيري
- ريان بينغهام
- كولت مكوي
- بيل بريدجز
- راندي فاولر
- ديفيد باركر راي